# Anatessi

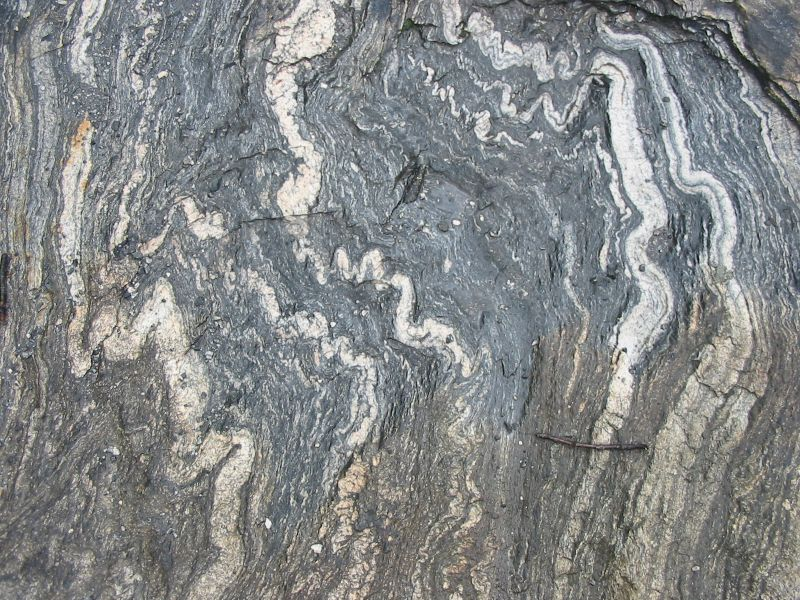
L'anatessi gioca un ruolo cruciale nella formazione della migmatite.

L'anatessi (dal greco ἀνάτηξις anátēxis, derivazione dal verbo ἀνατήκω anatéko, "liquefarsi") è il processo di fusione parziale di una roccia metamorfica che avviene a grande profondità nella crosta terrestre e dà origine ad un magma acido. Sinonimo di anatessi è ultrametamorfismo, che significa che la roccia è andata oltre il campo fisico di esistenza delle rocce metamorfiche entrando in quello delle rocce ignee.
Il passaggio da una roccia metamorfica ad un magma non avviene ad una temperatura costante. Esso inizia quando nella roccia cominciano a fondere i primi cristalli, ossia viene raggiunta la temperatura del solidus, la quale è a sua volta influenzata dalla pressione litostatica (e quindi dalla profondità) e dalla composizione chimica della roccia metamorfica, variando da un minimo di 650 °C a un massimo di circa 1100 °C.